# Frédéric Jousset
Frédéric Jousset (nacido el 3 de mayo de 1970) es un empresario y filántropo francés. Es el fundador y copresidente de Webhelp, una empresa de subcontratación empresarial con sede en Francia. También es administrador del Museo del Louvre desde diciembre de 2016.

## Biografía
Jousset es hijo de Marie-Laure Jousset, curadora jefe de Beaubourg, y Hubert Jousset, presidente del GEFIP y de la École normale de musique. Jousset se graduó de HEC Paris en 1992.
Jousset comenzó su carrera en 1994 para Kérastase en L'Oréal. Cuatro años más tarde fundó su primera empresa, Clientis SA, una editorial de software para salones de belleza. Se incorporó a la consultora estratégica estadounidense Bain & Company, donde trabajó como consultor estratégico.
En junio de 2000, cofundó con Olivier Duha Webhelp SA, que originalmente ofrecía servicios de soporte de TI y luego se expandió para operar centros de llamadas y subcontratar servicios comerciales. El grupo tenía 55.000 empleados y facturó 1.450 millones de euros en 2019.
En 2012, Jousset recibió el Mercurio de Honor a la Creación de Empresas en HEC y, junto con Olivier Duha, fue elegido Gerente del Año en 2013 por el Nouvel Economiste/Financial Times.
Es administrador de la Escuela Nacional Superior de las Artes Decorativas desde julio de 2019.